# Olcnava
Olcnava (deutsch Alzenau oder Olznau, ungarisch Detrefalva – bis 1907 Olcnó) ist eine Gemeinde im Osten der Slowakei mit 1015 Einwohnern (Stand 31. Dezember 2024) und gehört zum Okres Spišská Nová Ves, einem Teil des Košický kraj sowie zur traditionellen Landschaft Zips.

## Geographie
Die Gemeinde befindet sich am Übergang vom Talkessel Hornádska kotlina in das südlich gelegene Gebirge Hnilecké vrchy (Teil des Slowakischen Erzgebirges), am rechten Ufer des Hornád. Das Ortszentrum liegt auf einer Höhe von 400 m n.m. und ist sechs Kilometer von Spišské Vlachy sowie 21 Kilometer von Spišská Nová Ves entfernt.
Nachbargemeinden sind Bystrany im Norden, Spišské Vlachy im Nordosten und Osten, Slovinky im Südosten, Poráč im Südwesten, Vítkovce im Westen und Spišský Hrušov im Nordwesten.

## Geschichte
Olcnava wurde zum ersten Mal 1317 als Altznow, quae villa alibi Detrici appellatur schriftlich erwähnt. Ungefähr heißt es „Alzenau, das als Gemeinde des weißen Ditrich genannt wird“, somit deutet die Bezeichnung auf den Gründer des Ortes, der je nach Sprache Detre oder Ditrich hieß. Das Dorf gehörte zum Herrschaftsgut der Burg Richnava (heute nicht mehr bestehend), nach deren Untergang zu jenem der Zipser Burg. Bedeutende Besitzer waren im 17. Jahrhundert Thurzo und nach 1693 Csáky. 1787 zählte man 28 Häuser und 235 Einwohner und 1828 46 Häuser und 329 Einwohner.
Bis 1918 gehörte der im Komitat Zips liegende Ort zum Königreich Ungarn und kam danach zur Tschechoslowakei beziehungsweise heute Slowakei.

## Bevölkerung
| Jahr                | 1994 | 2004    | 2014    | 2024    |
| ------------------- | ---- | ------- | ------- | ------- |
| Anzahl der Personen | 900  | 969     | 1044    | 1015    |
| Unterschied         |      | +7,66 % | +7,73 % | −2,77 % |

| Jahr                | 2023 | 2024    |
| ------------------- | ---- | ------- |
| Anzahl der Personen | 1018 | 1015    |
| Unterschied         |      | −0,29 % |

Gemäß der Volkszählung 2011 wohnten in Olcnava 1040 Einwohner, davon 992 Slowaken, drei Roma, jeweils zwei Tschechen und Ukrainer und ein Pole. Bei 40 Einwohnern liegt keine Angabe zur Ethnie vor. 930 Einwohner bekannten sich zur römisch-katholischen Kirche, zwölf Einwohner zur griechisch-katholischen Kirche, neun Einwohner zur evangelischen Kirche A. B. und ein Einwohner zur orthodoxen Kirche. 32 Einwohner waren konfessionslos und bei 56 Einwohnern wurde die Konfession nicht ermittelt.
Ergebnisse der Volkszählung 2001 (973 Einwohner):
| Nach Ethnie: - 97,43 % Slowaken - 1,23 % Roma - 0,82 % Tschechen - 0,21 % Ukrainer | Nach Konfession: - 95,68 % römisch-katholisch - 1,95 % konfessionslos - 1,13 % griechisch-katholisch - 0,82 % keine Angabe - 0,41 % evangelisch |

## Bauwerke
- römisch-katholische Jungfrau-Maria-Kirche im neoklassizistischen Stil aus dem Ende des 19. Jahrhunderts